# 白沙镇 (柳州市)
白沙镇是中华人民共和国广西壮族自治区柳州市鱼峰区下辖的一个镇。
2014年12月，广西壮族自治区人民政府批复同意撤销白沙乡，设立白沙镇。
2018年5月，广西壮族自治区人民政府批复同意将柳州市柳江区的白沙镇划归鱼峰区管辖。区划代码改为450203101。

## 行政区划
白沙镇下辖以下村级行政区划单位：
王眉村、白沙村、大田村、新安村、水山村和大电村。